# Episiphon innumerabile
Episiphon innumerabile är en blötdjursart som beskrevs av Henry Augustus Pilsbry och Sharp 1897. Episiphon innumerabile ingår i släktet Episiphon och familjen Gadilinidae. Inga underarter finns listade i Catalogue of Life.